# Culex lacertosus
Culex lacertosus är en tvåvingeart som beskrevs av William H.W. Komp och Rozeboom 1951. Culex lacertosus ingår i släktet Culex och familjen stickmyggor. Inga underarter finns listade i Catalogue of Life.